# Experimentelle Fotografie

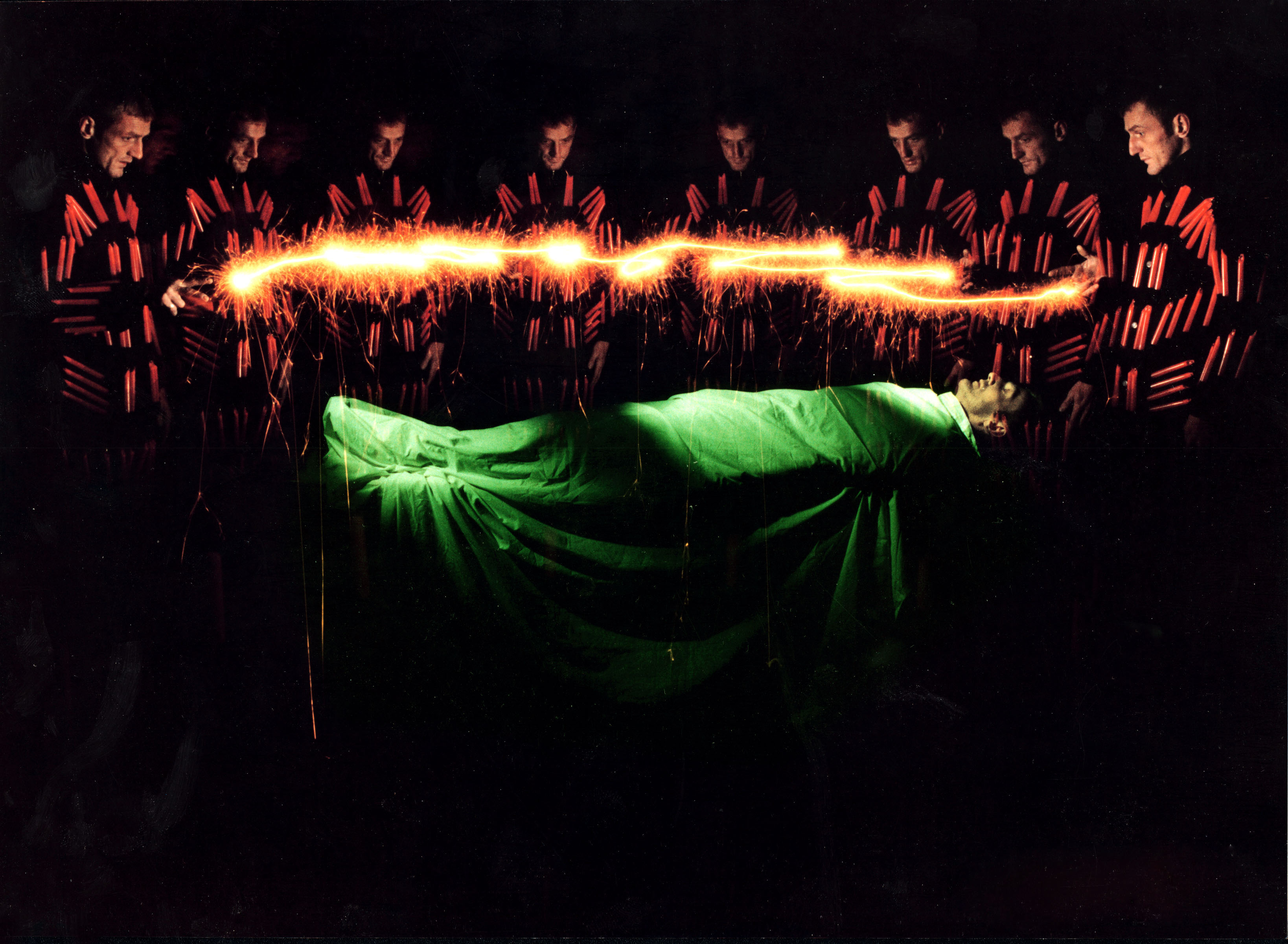
Klonen: Mehrfachbelichtung mit Blitz

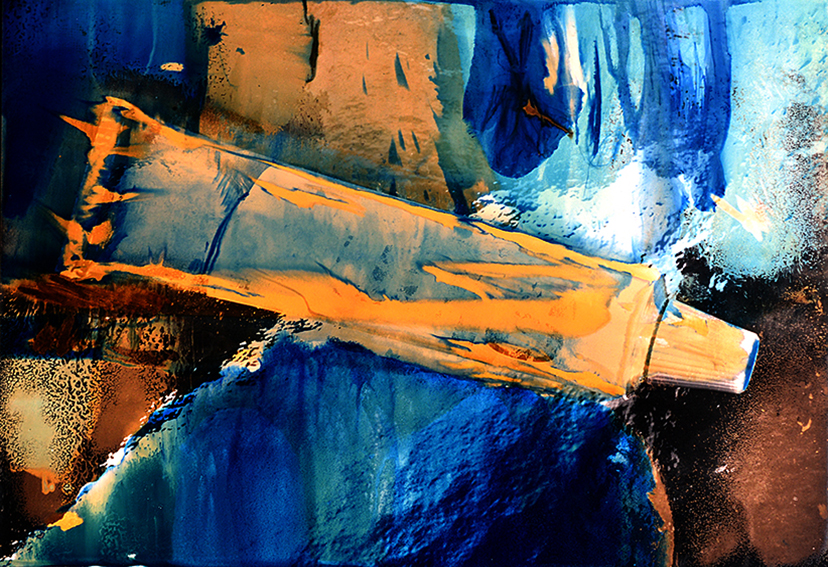
Chemogramm: Optik und Fotochemie

Experimentelle Fotografie ist ein Teil der Künstlerischen Fotografie. Sie betont das Spielerische, Abstrahierende und Experimentelle. Die Abbildung der Realität oder Dokumentation, wie sie die klassische Fotografie vertritt, ist bewusst nicht ihr Anliegen. Ihre Ziele sind das Erforschen der fotografischen Möglichkeiten und der Wirkung des Zusammenspiels von Blende, Licht und Verschlusszeit; von absichtlicher Bewegung der Kamera bis hin zu Verfremdung im Labor durch klassische Labortechniken bzw. mit Bildbearbeitungsprogrammen am Computer. Es geht dem Fotografen um das Neue, das Unerwartete, das Überraschende.

## Ansatz
Zu den Techniken der experimentellen Fotografie zählen Mehrfach- und Doppelbelichtung, Pseudo-Solarisation, Sandwich-Verfahren, Chemogramm, Chemigramm, Fotogramm, der Einsatz von farbverändernden Infrarotfilmen, Kontrast-, Farb- und Trickfiltern oder Lichtmontagen, wie das Klonen.
Klonen kann mit Hilfe eines Blitzgerätes realisiert werden. Eine Person oder ein Objekt wird an der zuvor konzipierten Stelle oder entsprechend den gewünschten Bewegungsphasen im völlig dunklen Raum mehrfach eingeblitzt, während der Verschluss der Kamera geöffnet bleibt. Auch die Umsetzung von Motiven in Äquidensiten-Technik, der Einsatz von Effektnegativen, die Crossentwicklung, das Ausnützen der vielen Tontrennungs-, Misch- und Kopiermöglichkeiten vom Negativ zum Positiv zählen zum Genre.
Die fotografische Umsetzung von Dynamik kann auch ein Thema sein: Das Mitziehen einer Kamera (Motion-Blur-Fotografie bzw. Panning) um ein unscharfes Foto zu erhalten, zählt mit zu den Methoden gezielter Bewegungsunschärfe.

## Stilrichtungen
Strömungen der experimentellen Fotografie sind Subjektive Fotografie, aber auch Dadaismus und Surrealismus. Weitere Strömungen sind Pop Art und Zeitgenössische Kunst.

## Motivation
Die experimentelle Fotografie will bewusst das fotografische Abbild modifizieren. Sie stellt Anforderung an Kreativität und schöpferische Phantasie des Fotografen. Jenseits des Experimentierens gilt es, ein gestalterisches Ziel oder eine gewünschte Ästhetik zu erreichen.

## Geschichte
Die geschichtlichen Vorbilder sind Fotogramme und Fotomontagen, die bereits in der Frühzeit der Fotografie bewusst entstanden. Experimentelle Bewegungsstudien von Eadweard Muybridge kann man hier auch zurechnen. In den 1920er Jahren waren es Schadographien und Rayogramme, die Collagen und Fotomontagen der Dadaisten und Surrealisten, die ihr zum Durchbruch verhalfen. Ein wichtiger Vertreter der frühen experimentellen Fotografie war Man Ray.
Nach 1945 waren es vor allem einige Vertreter der Subjektiven Fotografie sowie die verbesserten technischen und chemischen Möglichkeiten der Farbfotografie, die das Genre belebten. In dem gleichen Zeitraum, beginnend mit den Chemigramm des Pierre Cordier aus den späten 1950er Jahren, schloss sich die Grenze zwischen der Malerei und Fotografie, final durch die Erfindung des Chemogramm des Fotokünstlers Josef H. Neumann, im Jahre 1974.

## Rezeption
An experimenteller oder abstrakter Fotografie scheiden sich die Betrachter. Während künstlerisch orientierte Menschen auf die Darstellung eingehen, empfinden sachlich orientierte Betrachter eher eine gewisse Distanz aufgrund des Abstraktiongsrades. In jedem Falle ist die experimentelle Fotografie ein wichtiger Teil der fotografischen Ausbildung, da der konträre Einsatz der Methoden zur klassischen Fotografie das technische Verständnis schult. Experimentelle Fotografien können wie abstrakte Gemälde Kunst sein.